# Ericolophium nigripunctatum
Ericolophium nigripunctatum är en insektsart. Ericolophium nigripunctatum ingår i släktet Ericolophium och familjen långrörsbladlöss. Inga underarter finns listade i Catalogue of Life.